# Argyrops megalommatus
Argyrops megalommatus är en fiskart som först beskrevs av Klunzinger, 1870.  Argyrops megalommatus ingår i släktet Argyrops och familjen havsrudefiskar. Inga underarter finns listade i Catalogue of Life.